# Michèle Reverdy
Michèle Reverdy (Alessandria d'Egitto, 12 dicembre 1943) è una compositrice e musicologa francese.
Ha fatto i suoi studi musicali al Conservatorio di Parigi, dove frequenta le classi di Olivier Messiaen e di Claude Ballif. Nel 1983 diventa insegnante di analisi e orchestrazione al Conservatorio medesimo. Nel frattempo ha cominciato a scrivere libri sul suo maestro: "L'opera per piano di Olivier Messiaen" (1978) e "L'opera per orchestra di Olivier Messiaen" (1988). Numerosi sono i lavori che le sono stati commissionati da varie istituzioni francesi; fra gli ultimi "Medea", commissionata dal Teatro dell'Opera di Lione e andata in scena la prima volta il 23 gennaio 2003.